# Top R&B/Hip-Hop Albums
Top R&B/Hip-Hop Albums – notowania przedstawiające aktualną listę najlepiej sprzedających się albumów R&B i hip-hopowych, opracowywane przez magazyn muzyczny Billboard na podstawie systemu informacyjnego Nielsen SoundScan. W 1999 roku nazwa zestawienia uległa zmianie z Top R&B Albums na obecną. Lista zadebiutowała w magazynie jako Hot R&B LPs w 1965 roku, jednak była również określana mianem Top Black Albums; w latach 1969–1978 notowanie było identyfikowane z muzyką soulową. W Top R&B/Hip-Hop Albums uwzględniane są albumy artystów tworzących muzykę z gatunków: quiet storm, urban contemporary, soul, R&B, new jack swing, rap oraz niekiedy house.